# Монтемарцино
Монтемарцино (итал. Montemarzino) је насеље у Италији у округу Алесандрија, региону Пијемонт.
Према процени из 2011. у насељу је живело 69 становника. Насеље се налази на надморској висини од 449 м.

## Становништво
| 1931. | 1936. | 1951. | 1961. | 1971. | 1981. | 1991. | 2001. | 2011. |
| ----- | ----- | ----- | ----- | ----- | ----- | ----- | ----- | ----- |
| 997   | 968   | 869   | 743   | 593   | 475   | 368   | 352   | 341   |